# Nemanthus
Nemanthus is een geslacht van zeeanemonen uit de klasse van de Anthozoa (bloemdieren).

## Soorten
- Nemanthus annamensis Carlgren, 1943
- Nemanthus californicus Carlgren, 1940
- Nemanthus nitidus (Wassilieff, 1908)